# Taphronota occidentalis
Taphronota occidentalis is een rechtvleugelig insect uit de familie Pyrgomorphidae. De wetenschappelijke naam van deze soort is voor het eerst geldig gepubliceerd in 1892 door Karsch.